# Emiliano Viviano
Emiliano Viviano (Florence, 1 december 1985) is een Italiaans voormalig voetballer die speelde als doelman. Tussen 2004 en 2024 was hij actief voor Brescia, Cesena, Bologna, Internazionale, Palermo, Fiorentina, Arsenal, Sampdoria, Sporting CP, SPAL, Fatih Karagümrük en Ascoli. Viviano maakte in 2010 zijn debuut in het Italiaans voetbalelftal en hij kwam uiteindelijk tot zes interlandoptredens.

## Clubcarrière
Vivano is een product van de jeugdopleidingen van Fiorentina en Brescia. Hij begon zijn carrière met een verhuurperiode bij Cesena in de Serie B. Hij was hierna vier jaar eerste keus onder de lat bij Brescia, ook in de Serie B. In januari 2009 nam Internazionale de helft van zijn rechten over voor drieënhalf miljoen euro. Hij werd direct weer verhuurd aan Brescia. Hij speelde zijn eerste minuten in de Serie A voor Bologna, dat de helft van Brescia overnam voor opnieuw drieënhalf miljoen euro.
Op 25 juni 2011 werd bekend dat Viviano naar Inter zou gaan voor 4,1 miljoen euro. Bij Bologna was een fout gemaakt, want directeur Stefano Pedrelli had per ongeluk 2,3 miljoen euro doorgegeven in plaats van 4,7 miljoen euro, waarmee Bologna wel meer geboden zou hebben. Bologna zou zelfs nog minder krijgen dan de 4,1 miljoen euro, omdat een deel van dat bedrag al gecompenseerd was met de transferschuld van de transfer van Rene Krhin van Inter in de zomer van 2010.
Op 23 juli werd er bij Viviano een gescheurde voorste kruisband in de linkerknie gevonden, waardoor hij een half seizoen niet kon voetballen. In augustus 2011 ruilde Inter de helft van de rechten van Viviano met Juraj Kucka van Genoa. Beide spelers bleven bij hun eigen club totdat Viviano fit was. In januari 2012 kocht Palermo de helft van Genoa. Viviano ging voor een plek onder de lat strijden met Alexandros Tzorvas en Francesco Benussi. De deal voor de rechten van Viviano kostte Palermo niets, want Cesare Bovo vertrok ondertussen naar Genoa.
In de zomer van 2013 vertrok Viviano naar Arsenal, dat hem tot de zomer van 2014 huurde met een optie tot koop aan het einde van deze huurperiode. Deze optie tot koop werd niet gelicht en in 2014 werd hij opnieuw verhuurd, nu voor twee seizoenen aan Sampdoria. Een jaar later werd de verhuurperiode verlengd met een jaar, waarna Sampdoria hem verplicht moest overnemen. Viviano ondertekende een verbintenis voor de duur van vijf jaar.
Na drie seizoenen werd de Italiaan door Sporting CP aangetrokken als vervanger voor de naar Wolverhampton Wanderers vertrokken Rui Patrício. Sporting betaalde circa twee miljoen euro voor de sluitpost en hij tekende een contract voor twee jaar met een optie op een seizoen extra. In de eerste helft van het seizoen 2018/19 kwam Viviano echter niet in actie, omdat doelmannen Renan Ribeiro en Romain Salin de voorkeur kregen. Hierop werd hij voor een halfjaar op huurbasis gestald bij SPAL. Na zijn verhuurperiode bij SPAL besloten Sporting en Viviano uit elkaar te gaan. Na zijn vertrek zat Viviano een jaar zonder werkgever, voor hij tekende bij Fatih Karagümrük. Medio 2023 keerde de sluitpost terug naar Italië, toen hij voor een jaar bij Ascoli tekende. Na dit jaar besloot Viviano op achtendertigjarige leeftijd een punt te zetten achter zijn actieve loopbaan.

## Interlandcarrière
Viviano was de eerste keus in het team van Italië –20 op het Wereldkampioenschap voetbal onder 20 in 2005. In 2007 speelde hij met Italië –21 mee op het Europees kampioenschap voetbal onder 21 in 2007. Viviano nam met het Italiaans olympisch voetbalelftal deel aan de Olympische Spelen van 2008 in China. Daar werd de ploeg onder leiding van bondscoach en oud-international Pierluigi Casiraghi uitgeschakeld door België in de kwartfinales: 3–2.
Viviano maakte zijn debuut in het Italiaans voetbalelftal op 7 september 2010 toen door doelpunten van Alberto Gilardino, Daniele De Rossi, Antonio Candreva, Fabio Quagliarella en Andrea Pirlo met 5–0 gewonnen werd tegen Faeröer in Florence. Van bondscoach Cesare Prandelli mocht hij in de basis starten en hij speelde het gehele duel mee. De andere debutant dit duel was Lorenzo De Silvestri (Fiorentina). In 2010 en 2011 speelde hij nog vijf interlandwedstrijden.
| Interlands van Emiliano Viviano voor Italië | Interlands van Emiliano Viviano voor Italië | Interlands van Emiliano Viviano voor Italië | Interlands van Emiliano Viviano voor Italië | Interlands van Emiliano Viviano voor Italië | Interlands van Emiliano Viviano voor Italië | Interlands van Emiliano Viviano voor Italië |
| №                                           | Datum                                       | Wedstrijd                                   | Uitslag                                     | Competitie                                  | Goals                                       |                                             |
| Als speler van Bologna                      | Als speler van Bologna                      | Als speler van Bologna                      | Als speler van Bologna                      | Als speler van Bologna                      | Als speler van Bologna                      | Als speler van Bologna                      |
| ------------------------------------------- | ------------------------------------------- | ------------------------------------------- | ------------------------------------------- | ------------------------------------------- | ------------------------------------------- | ------------------------------------------- |
| 1                                           | 7 september 2010                            | Italië – Faeröer                            | 5 – 0                                       | EK 2012 kwalificatie                        |                                             |                                             |
| 2                                           | 8 oktober 2010                              | Noord-Ierland – Italië                      | 0 – 0                                       | EK 2012 kwalificatie                        |                                             |                                             |
| 3                                           | 12 oktober 2010                             | Italië – Servië                             | 3 – 0                                       | EK 2012 kwalificatie                        |                                             |                                             |
| 4                                           | 17 november 2010                            | Italië – Roemenië                           | 1 – 1                                       | Vriendschappelijk                           |                                             |                                             |
| 5                                           | 29 maart 2011                               | Oekraïne – Italië                           | 0 – 2                                       | Vriendschappelijk                           |                                             |                                             |
| 6                                           | 7 juni 2011                                 | Italië – Ierland                            | 0 – 2                                       | Vriendschappelijk                           |                                             |                                             |